# 99 (število)
99 (devétindevétdeset) je naravno število, za katero velja 99 = 98 + 1 = 100 − 1.

## V matematiki
- sestavljeno število.
- peto Kaprekarjevo število.
- Ulamovo število {\displaystyle 99=2+97\,\!}.

## V znanosti
- vrstno število 99 ima einsteinij (Es).

## Drugo

### Leta
- 499 pr. n. št., 399 pr. n. št., 299 pr. n. št., 199 pr. n. št., 99 pr. n. št.
- 99, 199, 299, 399, 499, 599, 699, 799, 899, 999, 1099, 1199, 1299, 1399, 1499, 1599, 1699, 1799, 1899, 1999, 2099, 2199